# Chiesa di San Valeriano

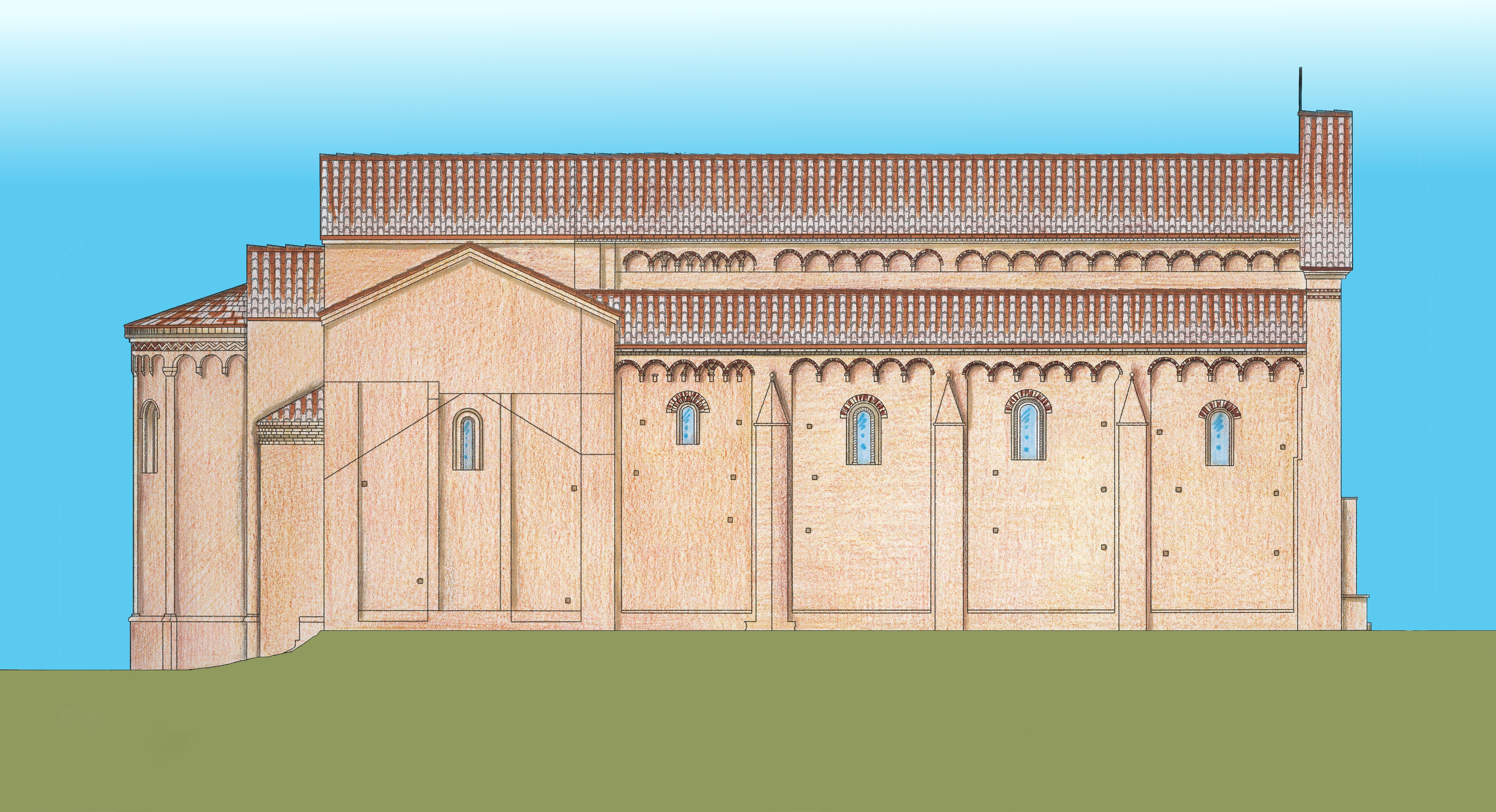
Alzato via Rosasco (disegno)

La Chiesa di San Valeriano è un edificio religioso di Robbio, in Lombardia.

## Notizie storiche
La più antica citazione del monastero di San Valeriano in Robbio si trova in un documento del sec. IX, degli Archivi Lateranensi, riportato dal Muratori.
Il Monastero appare quindi come esistente all’epoca di Papa Leone IV (847-855), dal confronto dell’importo dei tributi citati nel documento con quelli di altri monasteri menzionati nello stesso libro si può rilevare come San Valeriano non fosse né tra i più piccoli né fra i più poveri.
A quell'epoca diverse fondazioni religiose monastiche fiorivano in tutta Italia, e specialmente in Toscana e in Emilia, nel quadro d'una precisa politica papale, tesa a contrastare la permanenza del potere dei nobili longobardi.
La chiesa, negli antichi documenti, è citata sotto vari titoli: risulta dedicata al Santo Salvatore e ai Santi Matteo apostolo e Valeriano (1081-1082), a Sant'Andrea e San Valeriano (1236), a Santo Stefano (1612).
In un altro documento del sec. IX il Monastero di Sant'Andrea in Robbio è citato fra i maggiori della Lombardia e si rammenta che fu ceduto da Carlo Magno a Papa Leone IV, insieme con altri beni, in ricompensa dell’aiuto ricevuto contro i Longobardi.
Durante il secolo decimo il monastero di San Valeriano seguì probabilmente la stessa sorte degli altri monasteri italiani, descritta dal Muratori.
«Fra gli altri gravissimi disordini di questo infelice secolo, assai considerabile fu quello della non solo snervata, ma abbattuta disciplina monastica, nella maggior parte dei monasteri d'Italia, per colpa specialmente dei Re, che o vendevano le Badie agli ambiziosi e simoniaci Monaci, o le concedevano in Commenda alle Regine, ai Vescovi, ed anche ai secolari in ricompensa dei loro servigi».
In tal modo si potrebbe spiegare il fatto che San Valeriano fosse pervenuto, nel secolo XI, in possesso d'una famiglia di Robbio. Citiamo ancora il Muratori: 4 «...intorno a questi tempi (980-990) si dilatò forte in Lombardia l'ordine monastico, specialmente per la venuta a Pavia e per li Santi Esempli di Majolo Abbate di Cluny. Era allora il monachismo in Italia in forte depressione. Pochi monasteri si contavano, dove fiorisse la regular disciplina. Nella maggior parte dei Monaci, massimamente se i lor monasteri erano piccioli e, se grandi, ridotti in commenda, compariva una deplorabile depravazione di costumi. Trovavansi talvolta dei piissimi Abbati e dei religiosissimi monaci, ma noi poco sappiamo delle loro virtù. Si vede bensì dalle memorie che restano, essere stato l'ordinario e comune studio degli Abbati e dei Monaci d'allora d'acquistar tutto dì dei nuovi stabili, anche degli Stati, cioè delle Castella e Ville, che andavano a finire nel sic vos non nobis di Virgilio. Ingegnavasi ancor cadauno dei potenti monasteri di aver per quanto potea dei monasteri subordinati a sé per tutta l'Italia, o almen delle celle, o sia dei Priorati nelle varie città o nei lor contadi, dove poi tenevano un Priore o talvolta pochi monaci, i quali se ne stavano in gaudeamus, perché disobbligati dal rigore della disciplina. Giovò non poco la venuta del santo abbate Majolo, perciocché oltre all'avere egli riformato alquanti vecchi monasteri, s'invogliarono molti di fabbricarne dei nuovi, nei principi dei quali certo è che fioriva la pietà e il buon esempio». 
Oltre alla fondazione di San Valeriano e di San Pietro in Robbio, in quel secolo sorsero molti altri monasteri cluniacensi. Ricordiamo, fra i principali, il monastero di Pontida, quello di Vertemate, San Majolo detto "cella aurea " a Pavia (999), Santi Marco, Sebastiano e Fabiano a Lodi (1068), San Fortino a Brescia, San Simpliciano a Milano, Santa Maria di Cantù (1097), Santa mafia di Cernobbio (1093), San Casciano d'Olgiate (1093), e ancora San Giovanni a
Parma, San Salvatore a Pavia e San Celso a Milano, mentre fu ricostruito quello di San Pietro in Ciel d'Oro a Pavia.
Nella seconda metà del sec. XI i monasteri cluniacensi in Lombardia (secondo il diploma del 1095 di Urbano II all 'Abate di Cluny) erano sessantacinque.
Negli anni 1081-82 una serie di atti di donazione trasferirono la proprietà della chiesa e del monastero di San Valeriano in Robbio da una famiglia longobarda del luogo al prete Pietro, detto Donadio, che a sua volta li donò al monastero di St. Pierre de Cluny, con la condizione che i monaci cluniacensi se ne prendessero cura. Da tali documenti risulta che i beni in questione non erano ancora "consacrati", il che potrebbe indicare una ricostruzione appena avvenuta.
L'entità dei tributi è inferiore solo a quella dei grandi monasteri della Toscana e del Lazio; fra tutte le parrocchie della diocesi di Vercelli, solo quella di Santhià risulta tassata, oltre a Robbio.
I cluniacensi rimasero a San Valeriano sino alla fine del sec. XIV e ne fecero il secondo monastero della Lomellina in ordine d'importanza, dopo quello di Lomello.
Nel sec. XIV il tiburio della chiesa minacciava rovina e il monastero non godeva più della prosperità dei secoli precedenti. Il numero dei monaci e le rendite andavano diminuendo sinché, poco prima del 1400, il monastero cessò del tutto la propria attività. I suoi beni, in base all'istrumento del 1082, non furono alienati ma convertiti in beneficio semplice, col titolo di Priorato di San Valeriano.
Un documento datato 20 agosto 1759 è interessante per alcune notizie relative alle condizioni di San Valeriano nel sec. XVI ed alla vita che in esso si svolgeva, “Memorie sulle canoniche esistenti in Robbio”.
La presente memoria riflette la cessazione delle due collegiate antiche di Robbio, ed in quali usi furono da San Carlo Borromeo convertite le relative prebende canonicali ed al metodo di ufficiare di essi Canonici.
Il priorato di San Valeriano fu unito al Seminario Urbano di Vercelli con decreto del 14 febbraio 1566 del canonico Filippo Beccaria, Vicario generale del Cardinale Francesco Ferrero, mentre per San Michele il decreto fu emanato nel 1573. Il decreto riguardante il priorato di San Valeriano non ebbe effetto e la chiesa rimase in commenda alla famiglia Ajazza di Vercelli. Esiste infatti un documento del 24 agosto 1542 con cui l'arcidiacono Pietro Ajazzo cede il priorato di San Valeriano al fratello Giovanni Antonio, e il 12 agosto 1619 la relazione della visita pastorale di Mons. Giacomo Goria presenta una situazione invariata.
Riportiamo un altro documento interessante: Inventario dei beni della Parrocchia prepositurale di Santo Stefano di Rodobio risguardante l'anno 1583.
Da questo documento si rileva come nel 1583 San Valeriano fosse un notevole complesso monumentale, costituito dalla chiesa, dal monastero, dal battistero e dal campanile. Non è dato sapere in che condizioni dovesse trovarsi il transetto, scoperchiato da tempo a causa della caduta del tiburio e delle volte fiancheggianti; non si hanno notizie né tracce di una sua ricostruzione. Tuttavia, le volte attuali della chiesa fanno propendere per un'integrale ricostruzione delle coperture della chiesa nel corso del secolo XV.
Da un atto del 1787, relativo ad una lite fra il Comune e le sorelle Cardano, proprietarie del feudo di San Valeriano, si viene a sapere che sono in via di demolizione il battistero, il campanile e la sagrestia nuova annessa alla chiesa. Un atto successivo, del 1792, offre una descrizione del fondo di San Valeriano, dalla quale si nota come del primitivo complesso non sia infine rimasta in piedi che la chiesa
Alienata nel 1795, la chiesa stessa fu trasformata in magazzino di granaglie e divisa in due piani con un soppalco sorretto da putrelle in ferro.
Nel 1967 i differenti proprietari che ne erano giunti in possesso fecero donazione delle loro parti alla chiesa parrocchiale.
Dal 1973, i lavori di ripristino sono rimasti interrotti, sono stati ripresi nei primi anni 2000 (1999-2007), sottoponendo la chiesa ad importanti lavori di restauro conservativo, con ricostruzione del transetto e di parte dell’abside, dotando il fabbricato di impiantistica per renderla fruibile sia per cerimonie religiose che per manifestazioni culturali.

## Citazioni storico descrittive
I - La chiesa di S. Valeriano era una basilica a tre navi con transetto sporgente e cupola sull'incrocio della nave col transetto; ora è in stato di rovina e le navate sole sussistono profanate e guaste, Le navi hanno altezza poco differente cosicché quella di mezzo sporge di poco sui tetti di quelle laterali senza finestre: esse sono coperte da volte a crociera cupoliformi, quattro campate per ogni nave. Il transetto era coperto da volte a crociera nelle braccia, mentre la cupola centrale aveva un tamburo ottagonale con pennacchi a tromba. Il tetto è indipendente, sorretto da armature in legname. All'esterno, lateralmente, vi erano contrafforti di pianta rettangolare. 3 Verso oriente vi erano tre absidi semicircolari: quella di mezzo sola superstite ha l'esterno poligonale con cinque lati ed è preceduta da un breve tratto di presbiterio coperto da volta a botte.
I pilastri fra le navate sono di sezione complessa: generalmente verso la nave o le navatelle hanno una o due lesene ed una semicolonna sovrapposte, ma qualcuno ha anche lesene diagonali, come a Sannazzaro Sesia, preparate per volte a costoloni. Abbandonata la costruzione di questo tipo di volta, alcune di queste lesene diagonali vennero interrotte e continuate con uno spigolo per volta a crociera semplice. I semipilastri appoggiati ai muri erano generalmente composti di una lesena e di una semicolonna sovrapposte.
In facciata, in origine, vi era poi un porticato di non grande altezza: dalle tracce che vi si osservano appare che questo porticato era coperto da tre campate di volte a crociera delle quali quella di mezzo aveva altezza maggiore che le due laterali. I paramenti sono di ottimi mattoni accuratamente limati e disposti con abilità; questi hanno per lo più dimensioni di cm 25 x 14 x 8 ed i giunti assai sottili; l'esecuzione delle volte pure è ottima.
II - La decorazione della chiesa è limitata a pochi particolari architettonici. La facciata è a due soli pioventi mentre la nave è sopraelevata, sia pur di poco, sui tetti delle navatelle. Le cornici sono d'archetti pensili: la facciata ha grandi archetti rampanti (di cui qualcuno di muratura policroma) sormontati da una sagoma a sguscio e da una fila di mattoni a denti di sega. Le cornici dei muri laterali a giorno sono di semplici mensolette: quelle dei muri a notte sono invece di archetti semicircolari e, in un piccolo tratto, intrecciati, sormontati da una fila di mattoni a denti di sega. Uno degli archetti ha lo spazio semicircolare ornato da un intarsio a rombi di cotto. La testata del transetto ha perso la cornice ma ha conservato le due lesene a sezione semicircolare che spartivano gli archetti in gruppi numerosi: in tutto l’edificio, del resto, le lesene di separazione sono molto rare e gli archetti in cornici continue o in gruppi numerosi. L'abside sola ha archetti in gruppi di tre sormontati da una cornice di cotto a zig-zag e superiormente file di mattoni e denti di sega: le lesene di separazione hanno anche qui sezione semicircolare.
Le finestre sono centinate: alcune a feritoia con semplice sguancio, una sulla testata a notte del transetto ha lo sguancio ornato da una risega ed un toro ricorrenti, con capitelli in cotto: altre, sulla parete a notte, sono di tipo simile variamente ornate: per esempio hanno il cordone in cotto lavorato con scanalature ad elica. La facciata aveva al centro una bifora e superiormente un grande occhio di muratura policroma. Il portale fu otturato e manomesso, dal poco che ne resta appare molto semplice. All'interno non vi sono decorazioni: i capitelli sono molto semplici del tipo cubico con collarino e grosso abaco: sono in cotto ma gli abachi sono in pietra: certi abachi portano anzi scolpiti ovoli a scarso rilievo. Un capitellino di lesena è pure ornato da foglie scolpite.
III - Sono ignote le origini del monastero di S. Valeriano che taluno vuol far risalire al sec. IX: fu acquisito per altro a Cluny il 4 aprile 1082, noi sappiamo infatti che il 1081, il 6 ottobre, per 1000 lire pavesi tale Gisulfo vendette al sacerdote Pietro il monastero costruito in Robbio colla cappella ivi edificata in onore del Salvatore e dei Santi Matteo e Valeriano «cum areis sibi extant,  que adhuc non sunt consecratae», nonché le cose e persone inerenti. Il 4 aprile 1082 lo stesso cedette in dono la cappella, il monastero e via via al monastero di S. Pietro di Cluny sotto certe clausole: il 25 ottobre 1082 tale Ermengarda cedette al già nominato Pietro i suoi diritti sul monastero, il quale nel 1367 aveva solo più tre monaci.
Il monastero cessò probabilmente verso la fine del sec. XVI: i suoi beni furono aggregati al seminario Urbano di Vercelli nel 1566. La chiesa fu restaurata nel sec. XV quando fu distrutto il porticato: infatti si conservano tracce di graffiti del rinascimento in facciata: in seguito la chiesa decadde completamente e la cupola rovinò con parte del transetto e del presbiterio: le navate si conservano ancora in buone condizioni ma ridotte a magazzini, con un solaio di ferri a doppio T e voltine eseguito pochi anni fa che le ha divise in due piani (!), e con tramezzi ed otturazioni d'ogni genere.
(P. VERZONE, L'Architettura romanica nel Vercellese, Vercelli, 1934. p. 93-95)
La chiesa di San Valeriano in Robbio, come si presenta oggi, appare attribuibile per le strutture esterne superstiti al periodo romanico (sec. XIII), mentre all'interno soprattutto le volte testimoniano di un intervento di rifacimento che si può far risalire al sec. XV.
All'interno della chiesa, una parte del muro perimetrale sud è attribuibile ad una costruzione precedente, di dimensioni probabilmente inferiori all'attuale e priva di transetto sporgente.
Sull'ultimo pilastro di destra delle navate è graffita un'iscrizione con la data 1216; un'altra data 1426 è impressa sull'ultimo pilastro di sinistra e può forse testimoniare dei lavori di restauro ai quali si potrebbe ascrivere il rifacimento delle volte attuali e forse della cupola e del tiburio (poi caduti una seconda volta).
Nelle murature superstiti della costruzione esistente, si possono effettivamente riscontrare quattro fasi principali:
•	una prima, ascrivibile al sec. XI, con tratti di apparato murario a spina di pesce, appare nelle murature della parete perimetrale del lato sud, in diversi punti, e corrisponde anche al tratto di fondazione rettilinea, con un semipilastro in risalto interno, che si prolunga verso est in prosecuzione dello stesso muro, all'interno del vano del transetto della chiesa di costruzione posteriore;
•	una seconda fase, con grossi mattoni di ottima fattura, appare attribuibile al sec. XIII. A tale fase appartiene nelle sue grandi linee il volume dell'edificio sacro con tre navate, cupola centrale, transetto sporgente e tre absidi, che in gran parte è giunto sino a noi, pur tra manomissioni e con la perdita delle coperture della parte del braccio trasversale e della cupola. A tale fase sembra pure appartenere il grande basamento di sepolcro, posto, all'interno del transetto nord, in una posizione tale che ricorda i martyrion delle antiche chiese a transetto;
•	una terza fase è riconoscibile nel rifacimento di parte dei pilastri di sostegno, nonché nella fattura delle attuali volte di copertura; tale fase appare corrispondente con le date del secolo XV graffite sui pilastri stessi. A tale periodo appartengono le basi sagomate in elementi laterizi dei pilastri stessi;
•	la quarta fase corrisponde con la riduzione della testata settentrionale del transetto a "cappella" di piccole dimensioni. In tale circostanza il muro di fondo della cappella fu fondato su un ampio arcone, al fine di non intaccare il basamento del sepolcreto più antico, e al centro, sotto il pavimento, fu costruita una tomba di dimensioni minori.
(O. M. FUSI, S. Valeriano. Storia e tradizione, in Robbio nella luce del II Congresso eucaristico diocesano, Robbio, 1965, p. 25-31)

## Galleria d'immagini

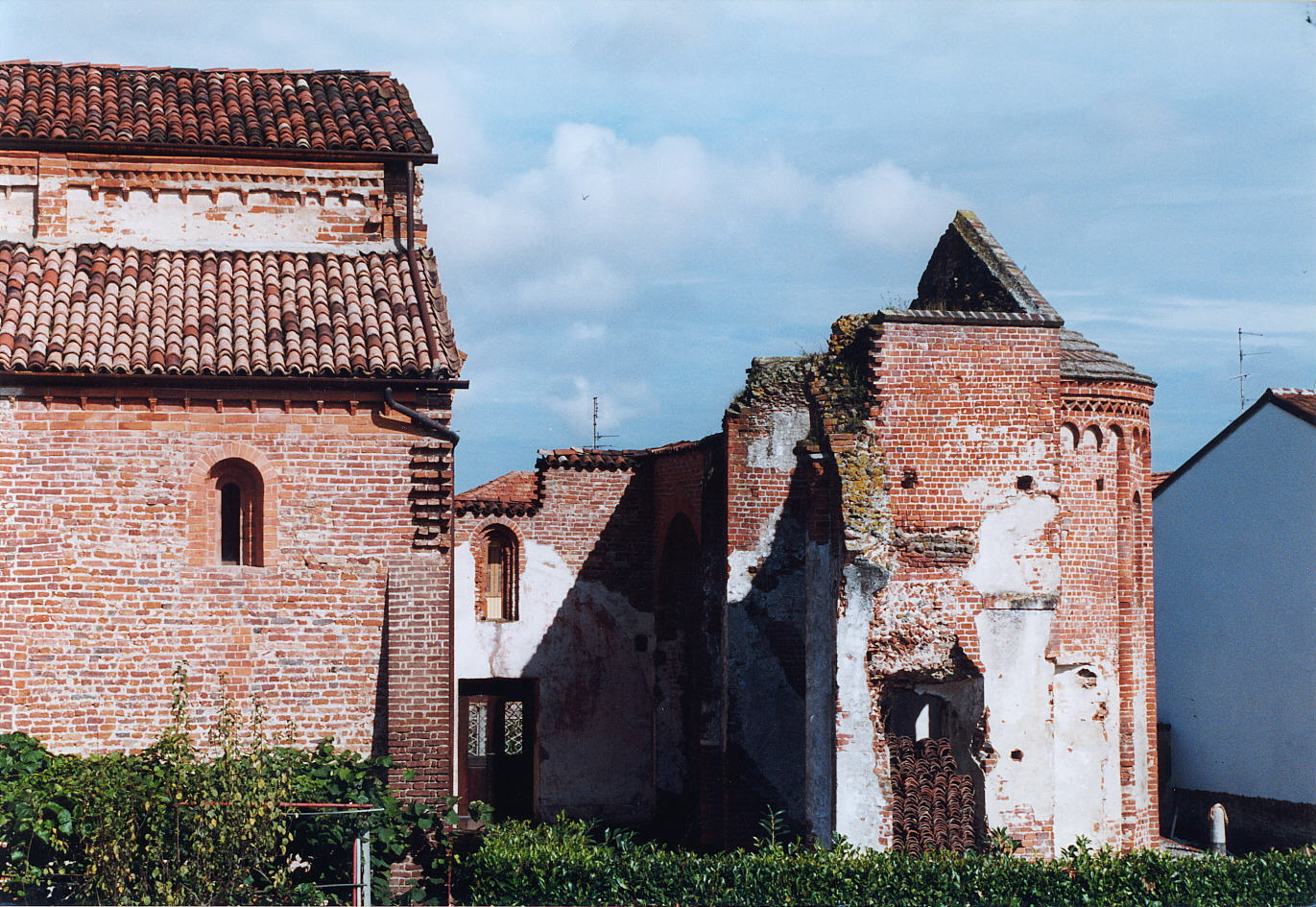
San Valeriano transetto ante restauri
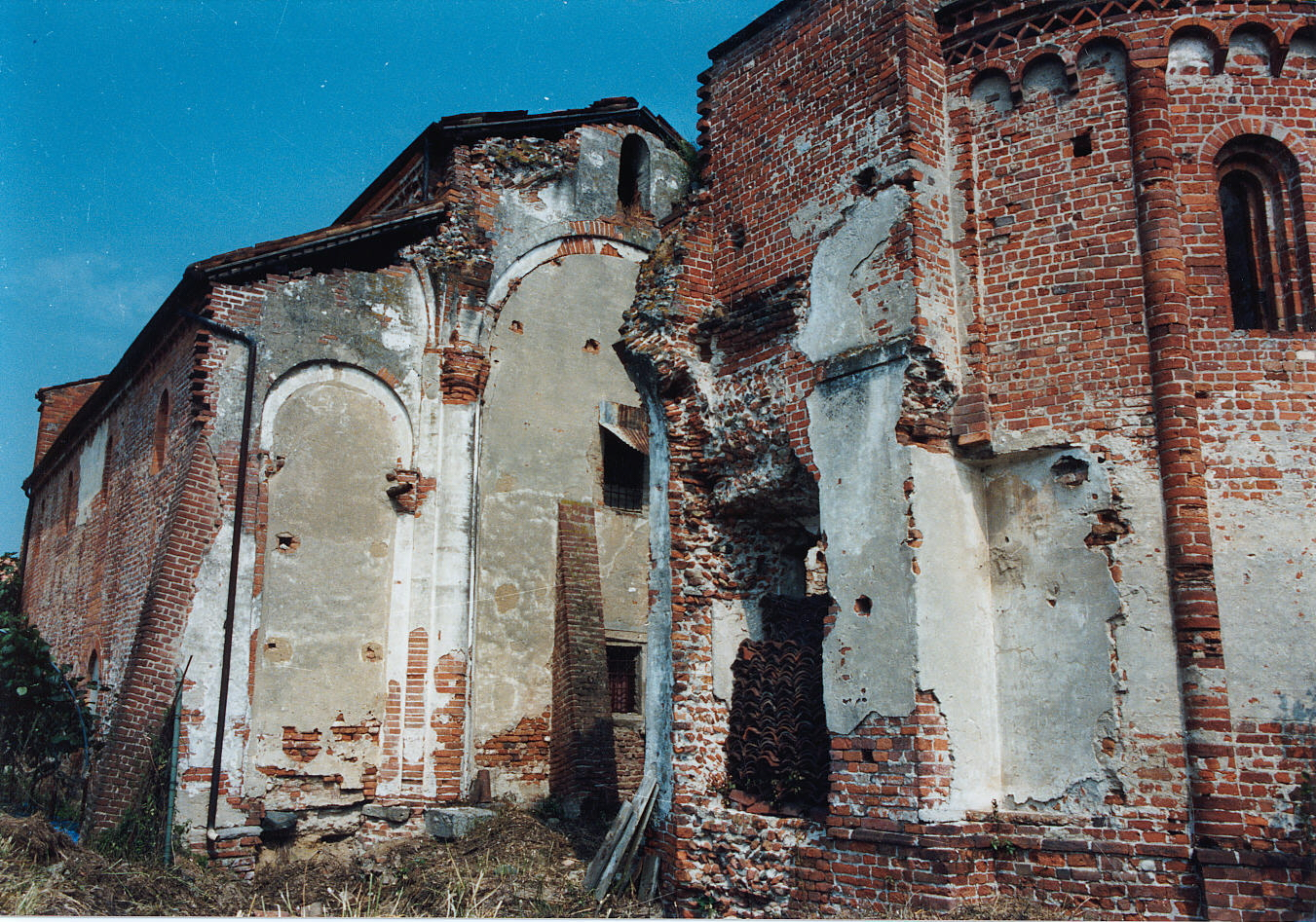
Transetto ed abside ante restauri
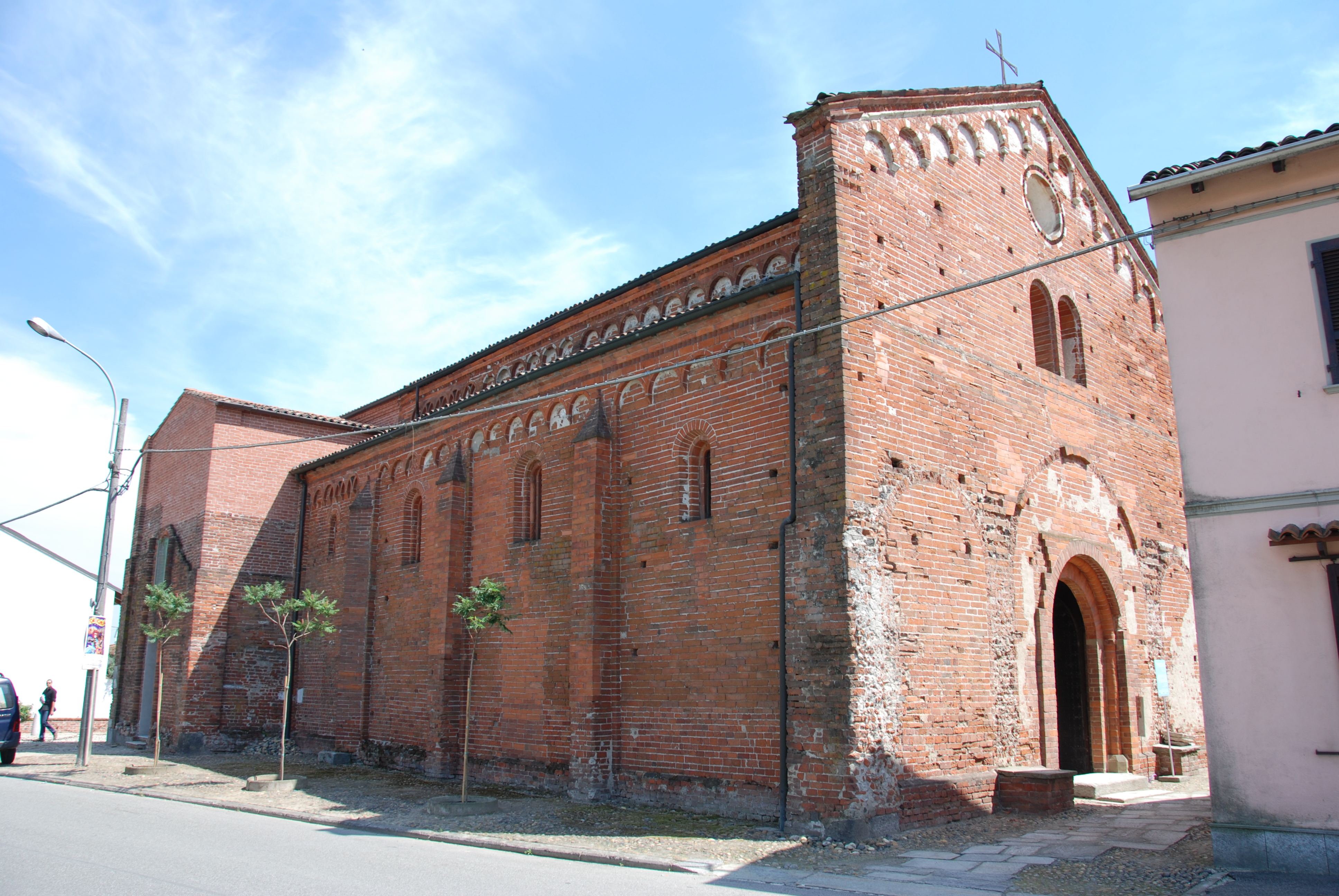
Facciata principale
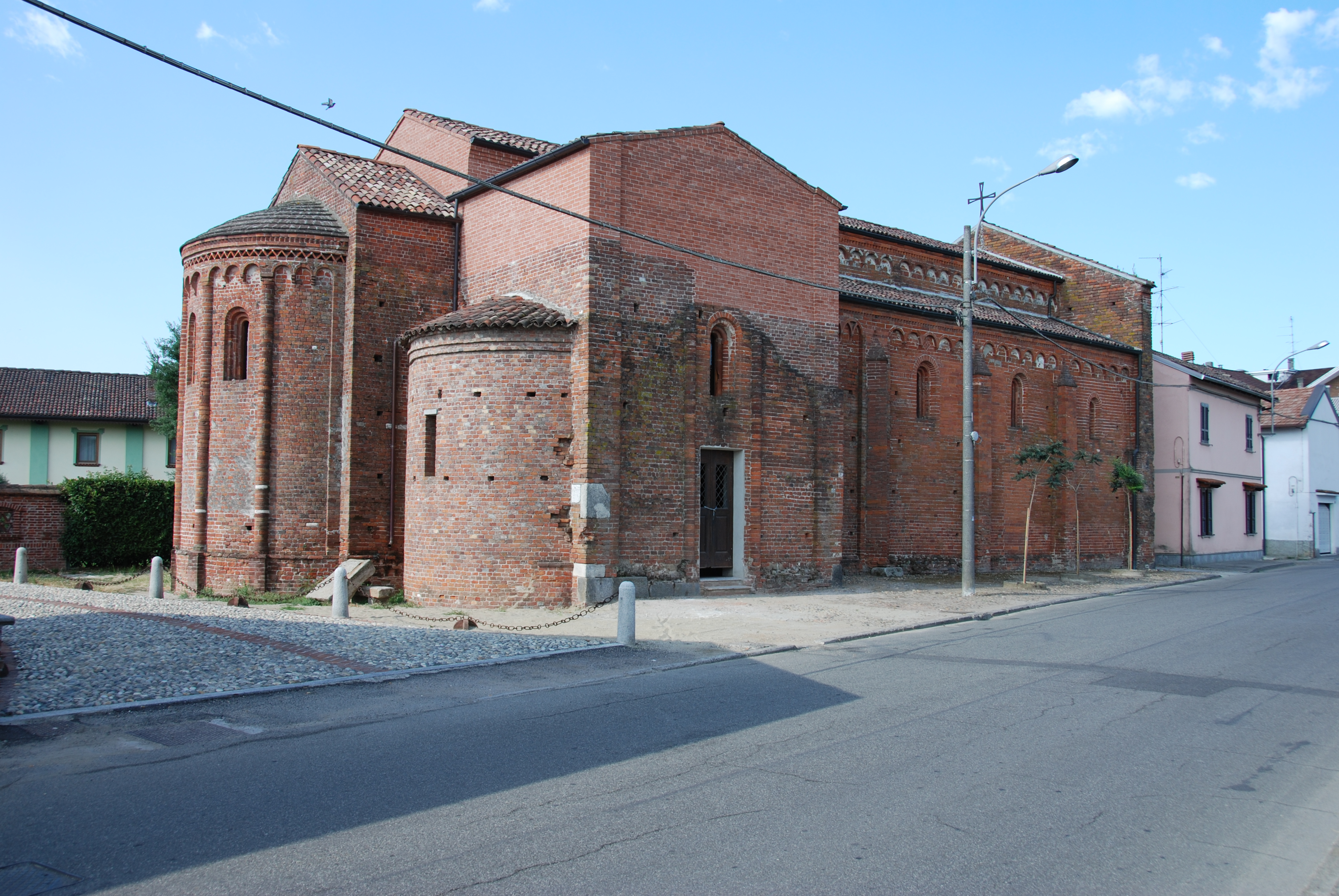
Vista absidale da via Rosasco
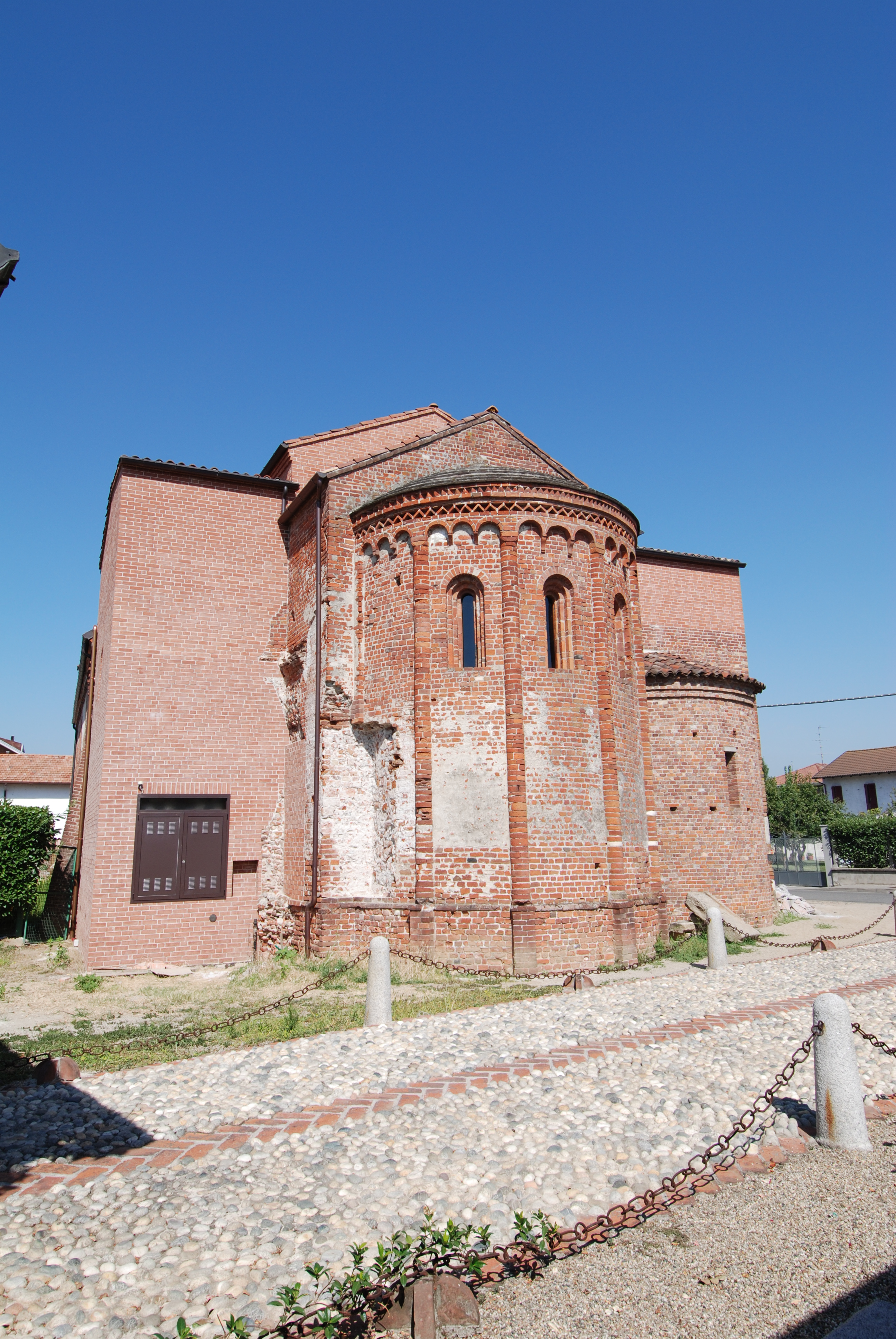
vista absidale da Est
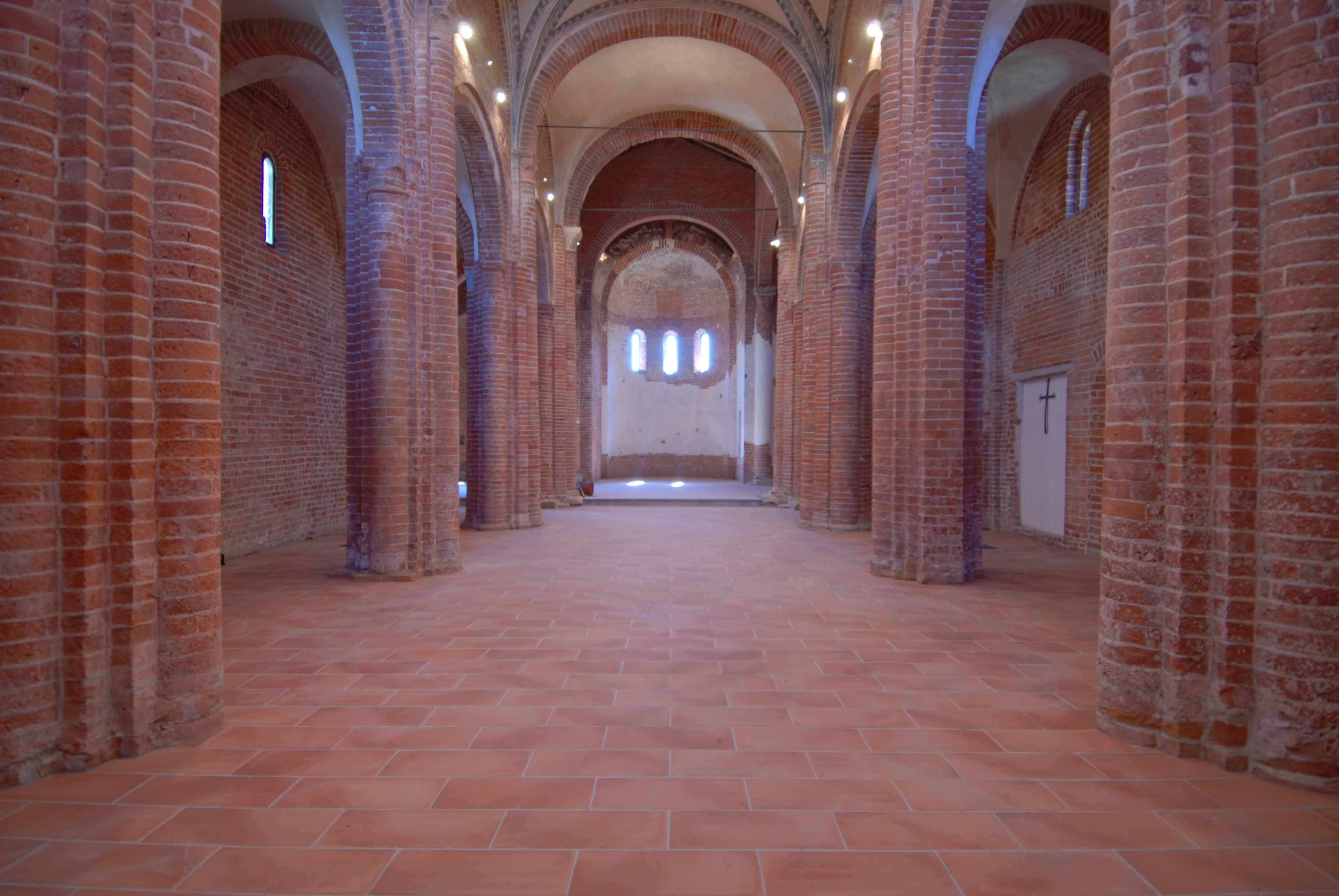
navata centrale
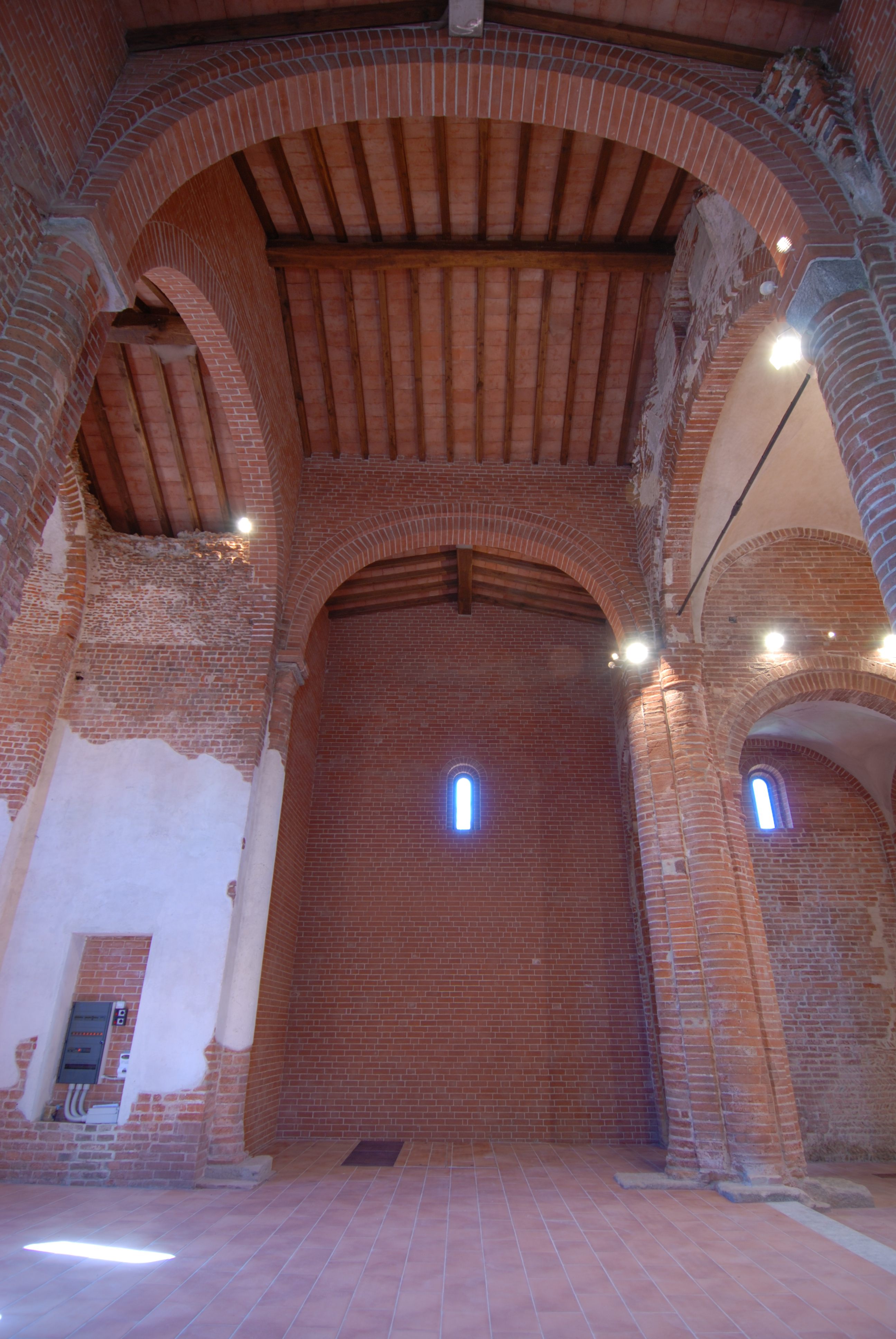
transetto
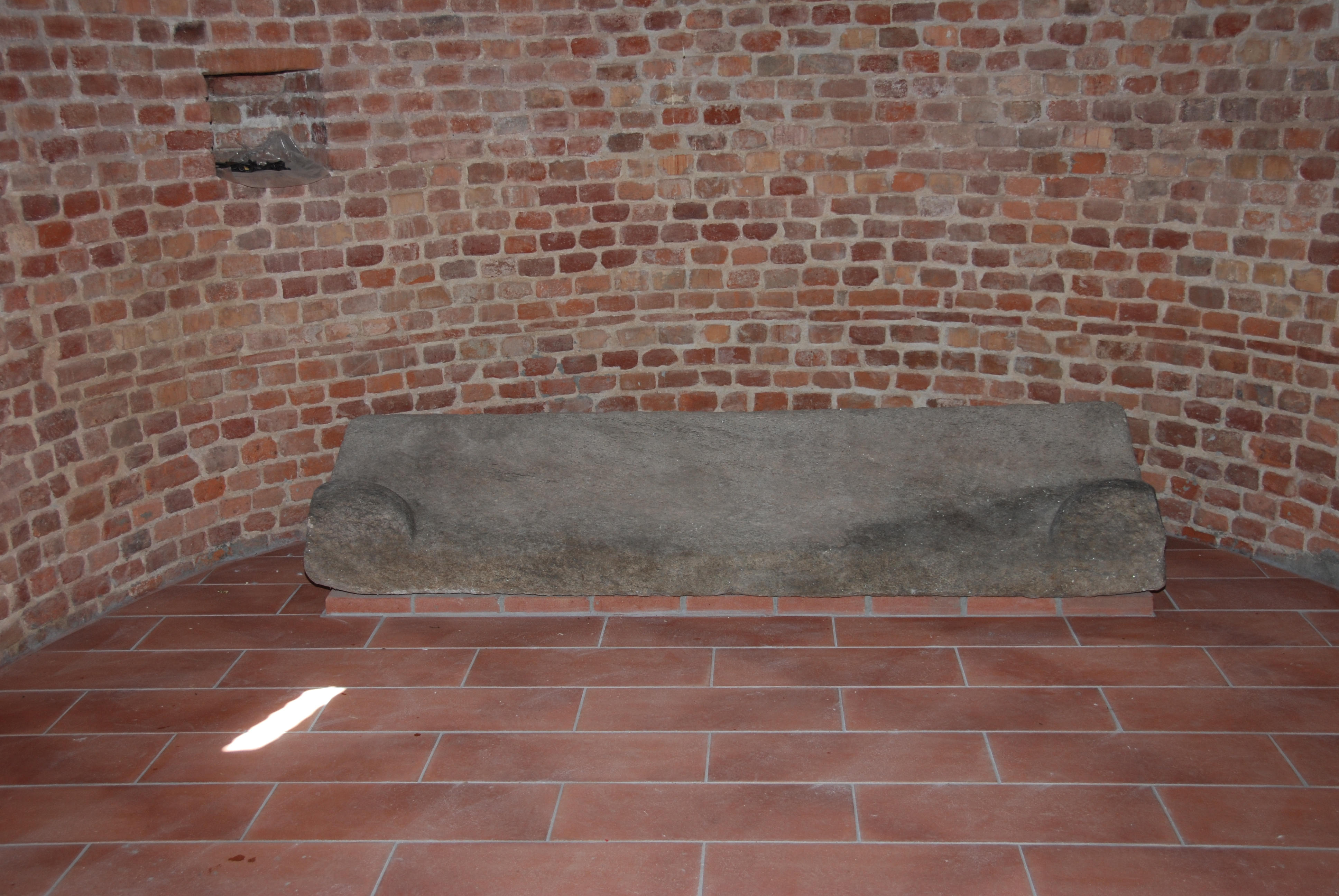
abside laterale
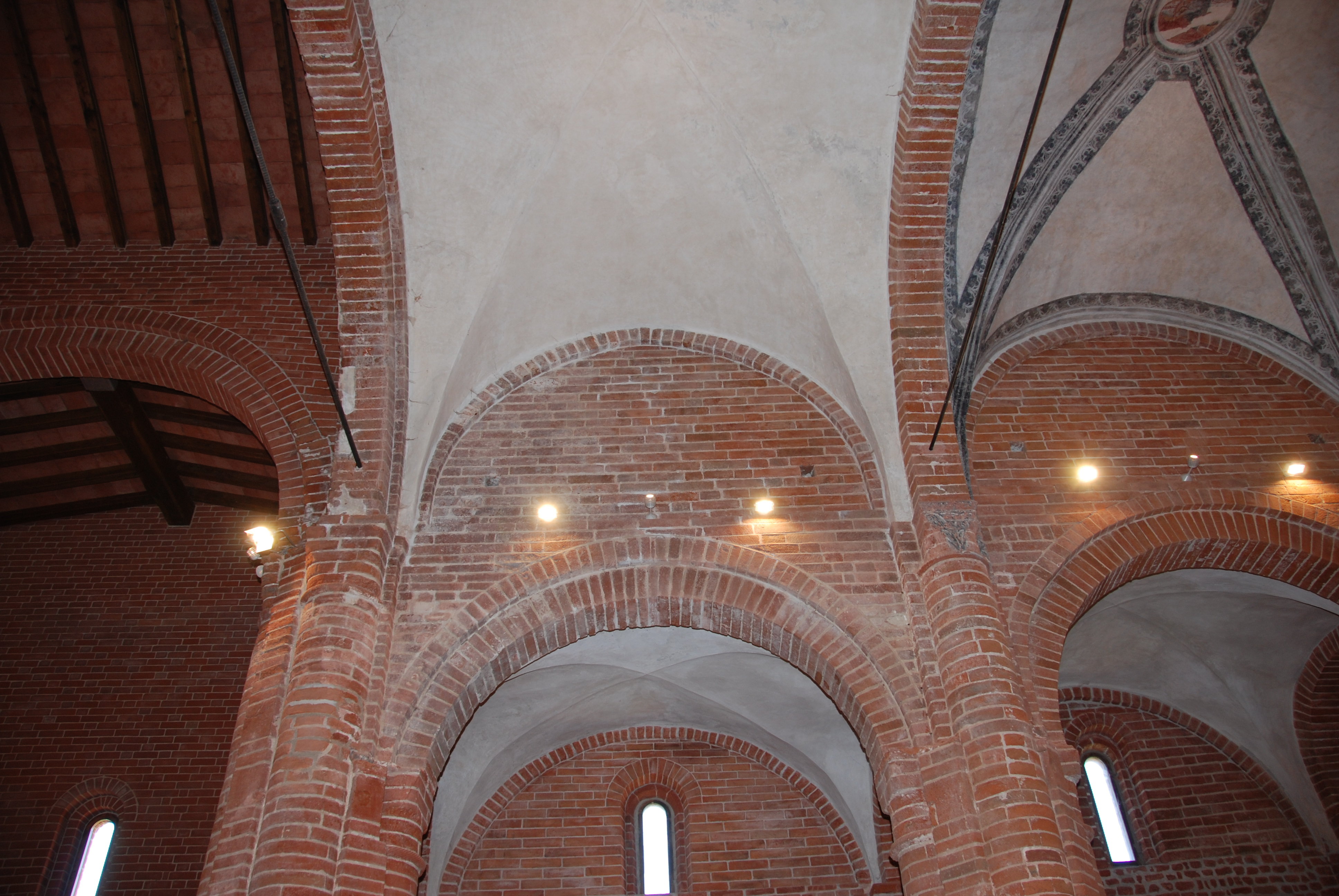
volte a crociera
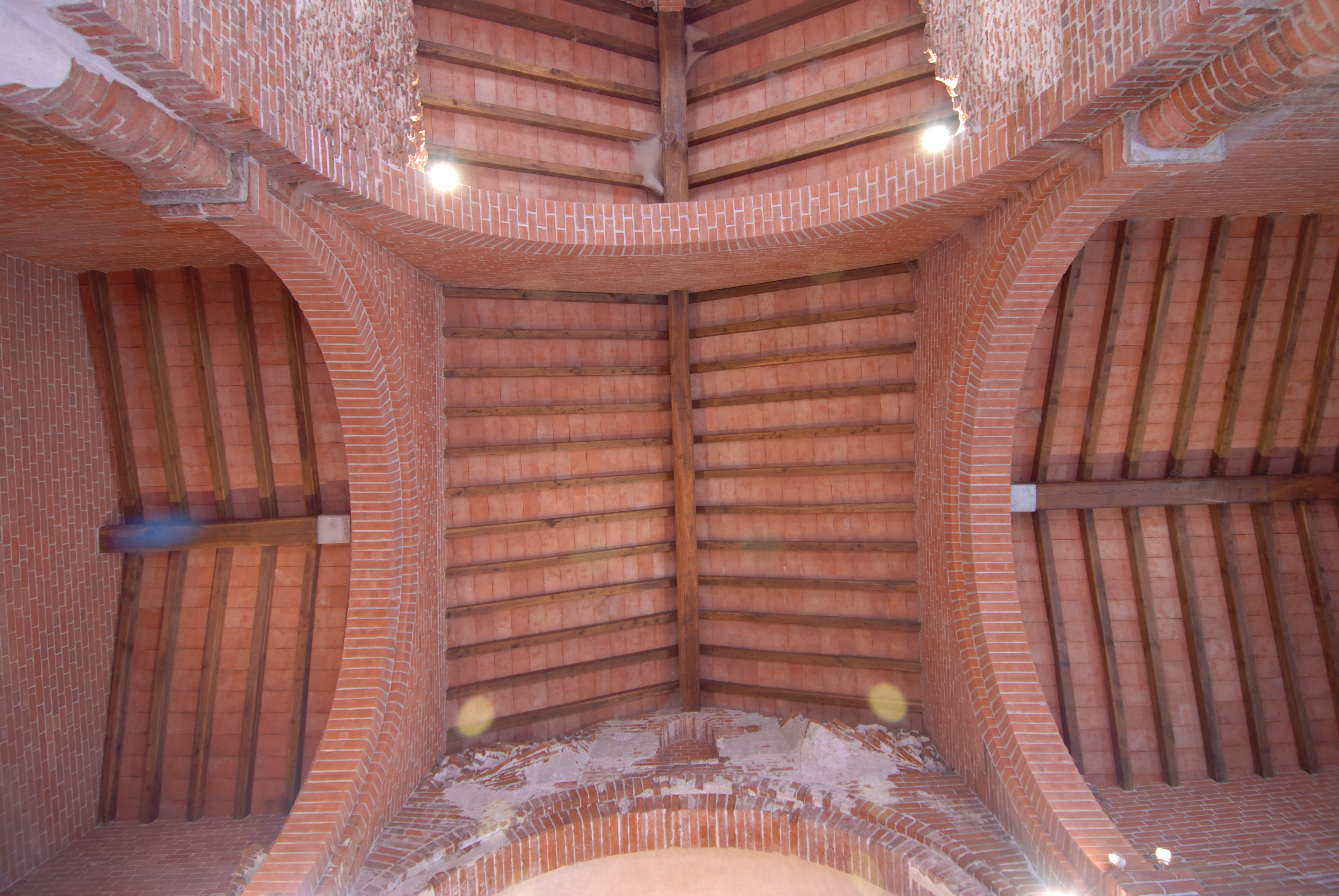
coperture del transetto